# 福岡県道786号手鎌三池線
福岡県道786号手鎌三池線（ふくおかけんどう786ごう てがまみいけせん）は、福岡県大牟田市を通る一般県道である。

## 概要
大牟田市大字手鎌から大牟田市大字三池に至る。
本線はほぼすべての区間で幅員が狭く、大型車の通行は困難である。しかし、道路幅の割には交通量が多く、国道208号との交点である草木交差点では、たびたび信号機の2回待ちを強いられる。また、沿道には学校も多いため、特に登下校時の通行には注意が必要である。

### 路線データ
- 起点：福岡県大牟田市大字手鎌（手鎌交差点、福岡県道・佐賀県道18号大牟田川副線交点）
- 終点：福岡県大牟田市大字三池（福岡県道93号大牟田高田線交点）

## 地理

### 通過する自治体
- 大牟田市

### 交差する道路
| 交差する道路                       | 交差する場所 | 交差する場所      |
| ---------------------------------- | ------------ | ----------------- |
| 福岡県道・佐賀県道18号大牟田川副線 | 大字手鎌     | 手鎌交差点 / 起点 |
| 国道208号 国道209号 重複           | 大字草木     | 草木交差点        |
| 福岡県道93号大牟田高田線           | 大字三池     | 終点              |

### 交差する鉄道
- 西鉄天神大牟田線
- 鹿児島本線

### 沿線
- 西鉄天神大牟田線 西鉄銀水駅
- JR九州鹿児島本線 銀水駅
- 福岡県立三池高等学校
- 大牟田中学校・高等学校
- 大牟田市立羽山台小学校
- 大間城址（大間八幡神社）